# فواصل (مجلة)
مجلة فواصل، أسسها الأمير طلال الرشيد عام 1994 وكانت مجلة منافسة وند قوي لمجلة المختلف الكويتية والتي يملكها ناصر السبيعي.